# Las Ovejas
Las Ovejas är en ort i Argentina.   Den ligger i provinsen Neuquén, i den sydvästra delen av landet, 1 100 km väster om huvudstaden Buenos Aires. Las Ovejas ligger 1 264 meter över havet och antalet invånare är 1 312.
Terrängen runt Las Ovejas är huvudsakligen kuperad, men den allra närmaste omgivningen är platt. Las Ovejas ligger nere i en dal. Trakten runt Las Ovejas är nära nog obefolkad, med mindre än två invånare per kvadratkilometer.. Det finns inga andra samhällen i närheten.
Omgivningarna runt Las Ovejas är i huvudsak ett öppet busklandskap.